# Steve Easterbrook
Stephen James "Steve" Easterbrook, född 6 augusti 1967, är en brittisk företagsledare som var senast president och VD för den globala snabbmatskedjan McDonald's Corporation mellan 2015 och 2019.
Han avlade en kandidatexamen i naturvetenskap vid Durham University-baserade colleget St Chad's College.
Easterbrook inledde sin karriär med att arbeta som bokhållare åt Price Waterhouse och 1993 fick han anställning hos McDonald's som chef för finansiell rapportering med bas i London. Han avancerade i hierarkin och avverkade flera höga chefspositioner för McDonald's i Europa fram till 2011, när han valde lämna företaget för att bli vd för Pizza Express Ltd., där blev det dock bara ett år innan han blev vd för den japanskinspirerade restaurangkedjan Wagamama. 2013 valde han hoppa av som vd och återvända till McDonald's, den här gången som exekutiv vicepresident och global varumärkeschef på koncernnivå i USA. Två år senare meddelade McDonald's att deras president och vd Don Thompson skulle lämna sina positioner och man hade utsett Easterbrook som ersättaren. Den 3 november 2019 meddelade McDonald's att Easterbrook hade fått sparken och tvingades lämnade sina positioner samma dag, de hänvisade till han hade brutit mot interna bestämmelser rörande relationer mellan anställda.